# Het witte wief
Het witte wief is het tweehonderdeerste stripverhaal uit de reeks van Suske en Wiske. Het is geschreven door Paul Geerts. De tekeningen zijn uitgewerkt door Geerts en Marc Verhaegen, die hierna een steeds groter aandeel in de productie van de verhalen zou krijgen.
Het verhaal is gepubliceerd in TV Ekspres van 26 januari 1990 tot en met 11 februari 1991. De eerste albumuitgave in de Vierkleurenreeks was in februari 1991, met albumnummer 227.

## Personages
- Suske
- Wiske met Schanulleke
- tante Sidonia
- Lambik
- Jerom
- Piet Pel (boekhandelaar en onderzoeker)
- Zander zonder Zolen (zandloperfiguur die al eeuwen ronddoolt, zijn zolen zijn daardoor versleten)
- het Witte Wief (geest van priesteres die de ceremonie in de zonnetempel leidde)
- Udo den Boze (een afstammeling van Wodan)
- de Hogepriester
- Franciscus en Alowisius (wachten)
- Wodan (Germaanse oppergod)
- professor Barabas

## Uitvindingen
- de teletijdmachine
- de Gyronef

## Locaties
- een vakantiehuisje op de  Veluwe, bij Ede, Gelderland
- bij Huize en Landgoed Kernhem bij Ede met viskom, bloedsteen en andere stenen, een zonnetempel met acht zuilen
- de winkelstraat van Ede, waar boekhandel Pel zich bevindt

## Verhaallijn

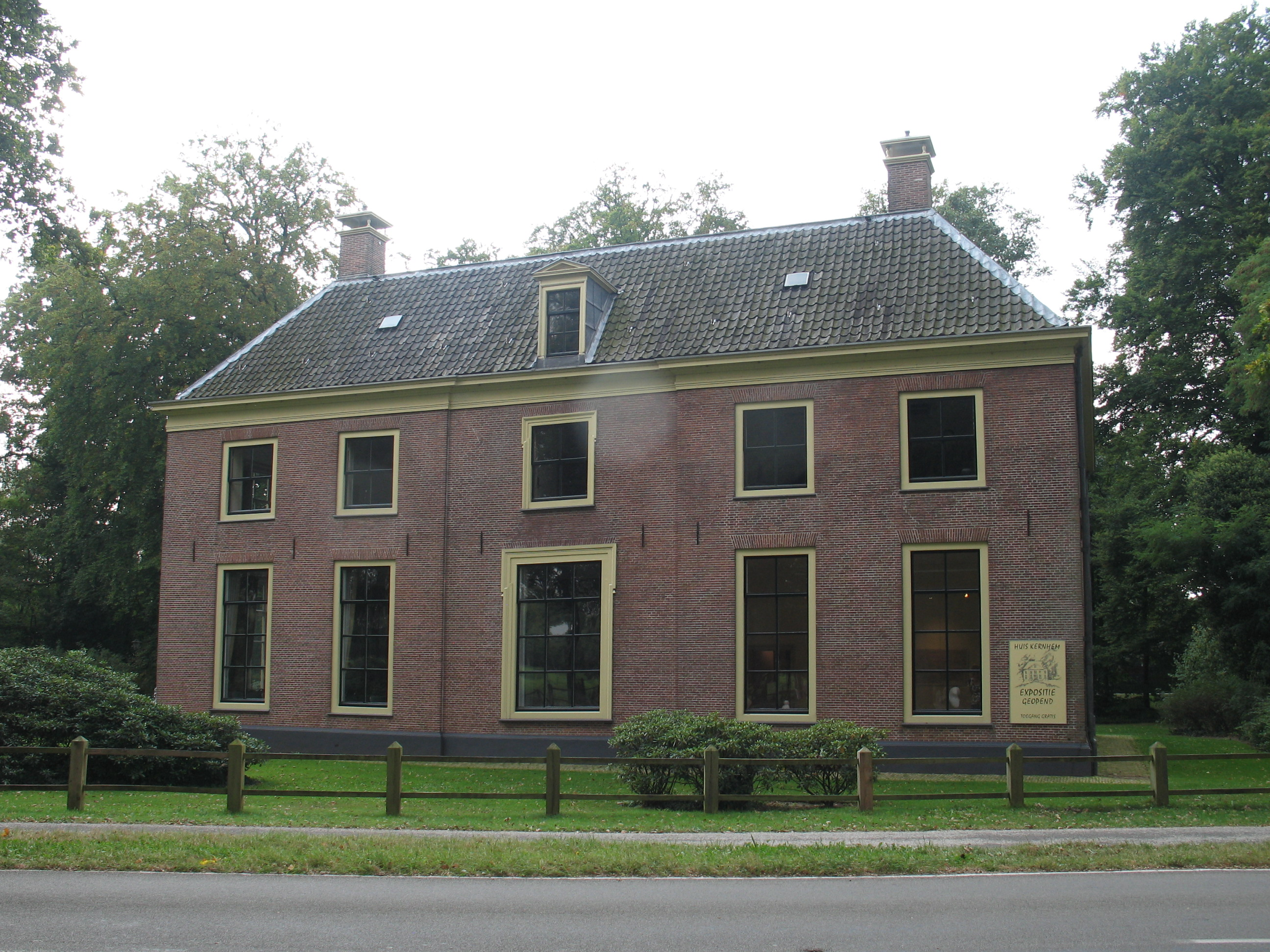
Huize en Landgoed Kernhem in het echt

De vrienden huren een vakantiehuisje op de Veluwe. Tijdens een wandeling ontdekt Wiske een zwevende zwerfsteen. Een oude man in versleten kleren gaat achter de steen aan. Suske ziet deze geheimzinnige man ’s nachts opnieuw buiten en hij waarschuwt de anderen.  Jerom vat de man bij de kraag. Het is Zander zonder Zolen, een man wiens romp bestaat uit een grote zandloper. Hij moet het Witte Wief met haar geliefde zien te herenigen, anders zal de Aarde binnenkort met een andere planeet in botsing komen. Negen mensen die het Witte Wief eerder wilden helpen, zijn in stenen veranderd. Zander vertelt ook over de ommegangen rond de zonnetempel, op de plek waar nu huize Kernhem staat, en de energie van een ondergrondse krachtstroom in de Zuid-Veluwezoom.
Bij huize Kernhem vinden Suske, Wiske en Lambik een bloedsteen. Piet Pel, de man van wie tante Sidonia het vakantiehuisje huurt, vertelt over zijn onderzoek naar de geschiedenis van Ede. Wiske wil het Witte Wief helpen en gaat 's nachts heimelijk het bos in. Het Witte Wief, een spookverschijning van een mooie blonde vrouw met bloemen in haar haar en in een wit gewaad, vertelt aan Wiske dat ze in het jaar 1500 voor Christus een priesteres was van de zonnetempel en verliefd was op de hogepriester. Ze is nog steeds op zoek naar haar geliefde, maar wordt gedwarsboomd door Udo den Boze, de afstammeling van de god Wodan.
Suske vindt de twee op het moment dat ze worden aangevallen door Udo den Boze. Het Witte Wief gooit de twee kinderen in een modderpoel genaamd de Viskom, om ze uit de handen van Udo den Boze te houden. Alleen Schanulleke blijft boven. De volgende morgen ontdekken de anderen dat Suske en Wiske verdwenen zijn en ze gaan naar hen op zoek. Lambik vindt konijnen die met Schanulleke spelen. Om ze te verjagen springt hij tussen hen in, maar daardoor komt hij ook in de modderpoel terecht en zakt weg. Hij schreeuwt om hulp. Jerom en tante Sidonia komen erop af, maar ze zijn te laat; Lambik is verdwenen. Jerom praat 's nachts met het Witte Wief. Dan is ook Udo weer ter plekke en hij valt opnieuw aan. Voor Jerom zit er niets anders op dan ook in de modderpoel te springen.
Suske en Wiske verdrinken niet, maar duiken later op in een helder meer. Ze blijken in het tijdperk van het Witte Wief te zijn beland. Ze gaan naar een paaldorp aan het meer, maar worden gevangengenomen en voorgeleid aan de hogepriester. Die wil hen offeren, maar de priesteres - die later het Witte Wief zal worden - pleit voor hun leven. Suske en Wiske worden opgesloten, maar ze ontsnappen 's nachts. Op een vlot trachten ze het meer over te steken. Op dat moment komt ook Lambik boven water.
De verdwijning wordt opgemerkt en het meer wordt omsingeld. Lambik en de kinderen zien zich genoodzaakt om naar de kant te gaan. Wodan verschijnt levensgroot in de wolken en eist mensenoffers. In eerste instantie weigert de hogepriester dit, maar dan laat Wodan de acht zuilen van de zonnetempel veranderen in reusachtige Vikingen. De hogepriester ziet eerst geen andere uitweg dan de gevangenen te offeren, maar op het laatste moment weigert hij dit alsnog te doen. Voor straf wordt hij door Wodan in een zwerfsteen veranderd. De betovering kan alleen verbroken worden als de steen wordt doorboord met Wodans lans (Gungnir). Dan verschijnt Jerom, die korte metten maakt met de Vikingen. Jerom vangt ook de speer van de woedende Wodan op, waarop Wodan een vuurbal als extra wapen inzet.
Net op tijd worden de vrienden naar hun eigen tijdperk teruggeflitst; Sidonia heeft ook met het Witte Wief gesproken en wist zodoende waar de anderen zaten. Ze worden door professor Barabas met de gyronef naar de Veluwe teruggebracht. Ze zoeken het Witte Wief bij huize Kernhem en doorboren de steen met Wodans lans. De hogepriester krijgt weer zijn menselijke gedaante en samen verdwijnen hij en het Witte Wief naar het geestenrijk. Zander zonder Zolen zegt dat de botsing van de planeten is voorkomen, waarna ook hij afscheid neemt en verdwijnt.

## Achtergronden bij het verhaal

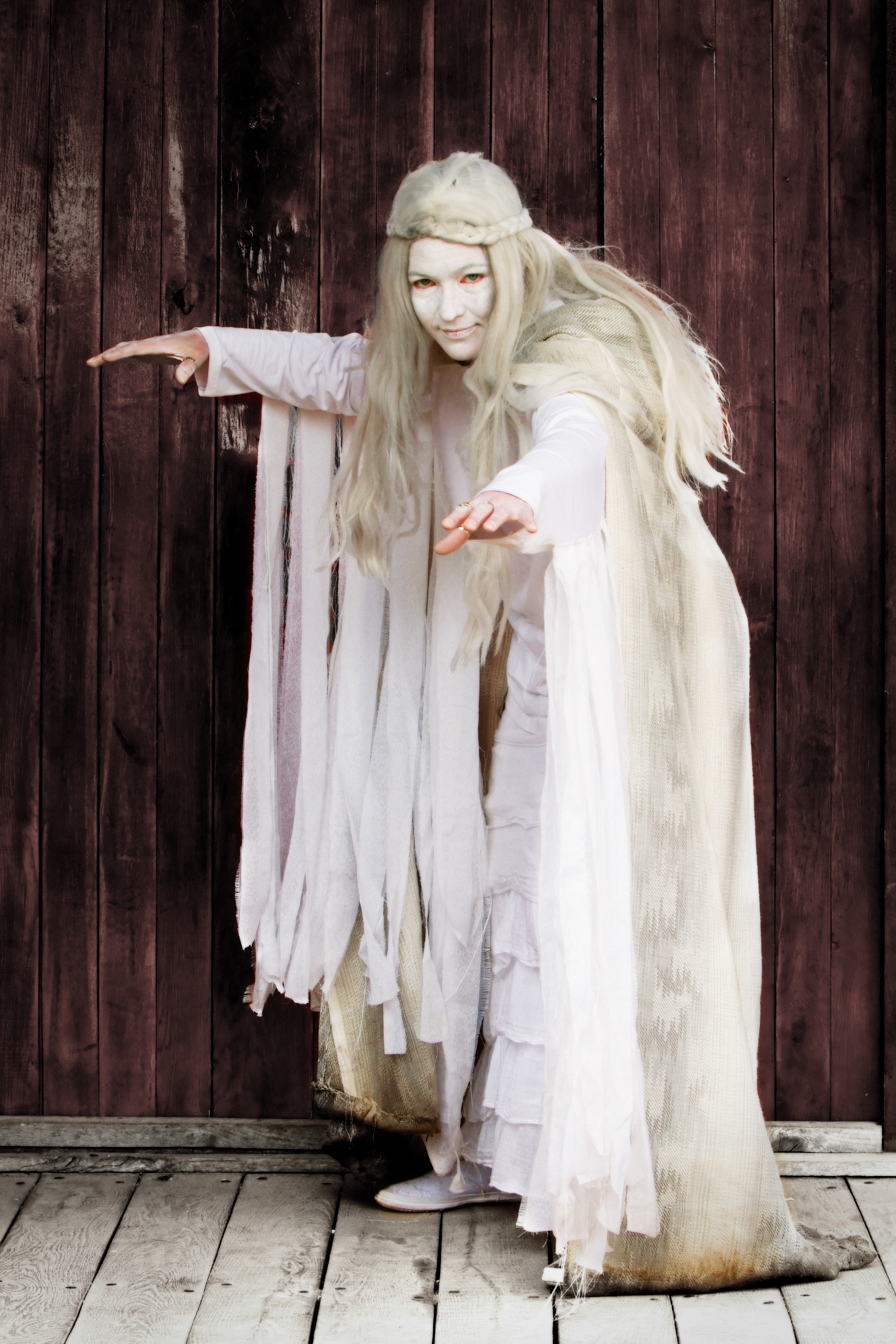
Een "wit wief", enigszins zoals in het Suske en Wiske-verhaal (foto genomen in het Archeon)

Dit is een van de verhalen uit de serie waarin mythologie en het geloof in hekserij centrale thema 's zijn. In dit verhaal gaat het met name om de witte wieven, waarvan men vroeger geloofde dat ze op de heiden en velden rondwaarden (in werkelijkheid ging het hier doorgaans om mistbanken).
Huize Kernhem, met het landgoed, de Viskom en verschillende stenen (waaronder de bloedsteen) spelen een belangrijke rol. Boekhandelaar Piet Pel, als bijpersonage opgenomen in dit verhaal, heeft daadwerkelijk onderzoek gedaan naar de geschiedenis van Ede. Dit verhaal is op zijn onderzoek gebaseerd. De zonnetempel die hier volgens Pels onderzoek ooit stond speelt ook een rol. Hier werden de banen van hemellichamen gevolgd. Het verhaal gewaagt van een botsing van planeten. Er wordt door Zander zonder Zolen meerdere keren een verwijzing gemaakt naar leylijnen.
In 1426 noemen de kronieken de hertogen van Gelre als eigenaars van huis Kernhem. In dat jaar wordt heer Udo den Booze met het landgoed beleend.

## Vertaling
In 2001 is er van dit verhaal ook een versie in het Twents verschenen, uitgegeven door de De Twentsche Courant Tubantia, samen met de oorspronkelijke Standaard Uitgeverij. Hier is de situering van het verhaal verplaatst naar het Twentse Oldenzaal.

## Fouten
De zonnetempel wordt vernietigd door Vikingen, die echter onmogelijk in 1500 voor Christus op de locatie waar het verhaal zich deels afspeelt kunnen zijn geweest.